# 1955년
1955년은 토요일로 시작하는 평년이다.

## 사건
- 1월 17일 - 미 해군이 건조한 최초의 원자력 잠수함인 노틸러스 호가 항해를 시작하다.
- 1월 18일 - 중국 인민해방군, 일강산도 점령.
- 1월 24일 - 저우언라이, 타이완은 중화인민공화국 영토의 일부이고 타이완 문제에 대하여 유엔 등 외국이 간섭할 권리가 없다고 선언.
- 1월 29일 - 미국 의회, 타이완방위결의안 통과; 대통령에게 무력사용권한 부여.
- 1월 29일 - 대한민국 단성사 앞 저격사건이 일어나다.
- 1월 31일 - 중국 국무원, <원자력의 평화적 이용의 연구를 위해 중국을 원조하는 소련의 제안에 관한 결의> 채택.
- 2월 27일 - 독일 연방하원의회는 사민당의 반대에도 불구하고 독일연방의 나토 가입을 위한 파리조약 의결.
- 3월 1일 - 육군 본부, 대구서 서울로 이전.
- 3월 2일 - 부산역 열차 화재 사고 발생.
- 3월 21일 - 중공전국대표회의 개최 (∼31일); <제1차 5개년계획 초안에 대한 결의>, <高崗-饒漱石의 반당동맹에 대한 결의>, <당중앙,지방에 감찰위원회 설치에 대한 결의> 채택.
- 4월 1일 - 독일 국적 항공사인 루프트한자가 최초로 운항개시.
- 4월 4일 - 중공 7기 5중전회 개최; 임표, 등소평 정치국위원에 보선 4. 29 소련 원자로를 중국, 폴란드, 체코, 동독에 제공하는 협정 서명.
- 4월 18일 - 아시아·아프리카회의(AA회의, 반둥회의)가 반둥에서 개막.
- 4월 24일 - 아시아·아프리카회의(AA회의, 반둥회의)에서 세계평화 및 협력에 관한 10개항 선언문을 채택.
- 4월 29일 - 소련 원자로를 중국, 폴란드, 체코, 동독에 제공하는 협정 서명.
- 5월 9일 - 서독, 북대서양조약기구(NATO) 가입. 서독 재무장 시작.
- 5월 11일 - 시운마루호 침몰 사고 발생.
- 5월 14일 - 바르샤바 조약 체결(소련 및 동유럽 국가들).
- 5월 25일 - 소련군, 旅順해군기지 철수완료, 중국에 반환.
- 6월 1일 - 유럽연합, 메시나 ECSC 6개국 외상회담. 유럽통합 재활성화 결의. 프랑스의 정치인 르네 메이어를 공동관리청장으로 임명.
- 7월 5일 - 중국 제1기 전인대 제2차회의 (∼30일); <1차 5개년계획초안>등 채택.
- 7월 9일
  - EU 유럽통합 재활성화를 위한 스파크 위원회 업무 개시.
  - 러셀성명', 6개국 원수에게 전달되다. 핵무기전쟁에 의한 인류파멸의 위기를 경고한 성명이다.
- 7월 17일 - 미국, 최초의 디즈니랜드 개장.
- 7월 31일 - 마오쩌뚱, 중공성,시,구위원회서기회의에서 <농업협동화의 문제에 대하여>보고, 전국적인 농업협동화운동을 호소.
- 8월 1일 - 제1차 중-미회담개시 (제네바).
- 8월 13일 - 서울적십자병원, 대한민국 최초의 성전환 수술 시행.
- 8월 18일 - 대한민국, 당분간 일본과 경제 관계 단절.
- 8월 25일 - 중국 국무원, <농촌식량통일매부 통일판매잠행판법>, <도시식량공급잠행판법> 공포.
- 8월 26일 - 대한민국, 국제통화기금(IMF)과 국제개발은행(IBRD)에 가입하다.
- 9월 1일 - 우한장강대교 공사가 시작했다.
- 9월 8일 - 콘라트 아데나워 서독 총리, 제2차 세계 대전 종전후 최초로 소련 방문.
- 9월 9일 - 소비에트 연방과 독일, 모스크바에서 정상회담 개최, 9월 13일에 양국 국교 수립 선언.
- 9월 10일 - 프랑스와 모로코 자치협정 조인.
- 9월 13일 - 서독-소련 국교수립.
- 9월 18일 - 대한민국, 민주당 창당.
- 9월 19일 - 아르헨티나 독재자 후안 페론 대통령, 군부 쿠데타로 실각.
- 10월 4일 - 중국공산당 7기 6중전회(확대)개최 (∼11일); <농업협동화의 문제에 관한 결의> 채택; <8차당대회의 명부및 선거방법에 대한 규정> 채택.
- 10월 5일 - 미국, 인공위성 제작 발표.
- 10월 9일 - 제2차 세계 대전 때 생포돼 소련에 억류됐던 마지막 독일군 포로 전원 석방.
- 10월 11일 - 라오스 정전협정 성립.
- 10월 12일 - 서독 연방방위군(Bundeswehr) 발족. (독일의 재무장)
- 10월 12일 - 한국인 입양: 해리 홀트와 버다 홀트 부부가 한국인 전쟁 고아 8명을 입양하고 4명을 미국의 다른 부모에게 입양을 주선하다.
- 10월 13일 - 장 모네, '유럽합중국을 위한 행동위원회 창설'.
- 10월 19일 - 중국-북조선, 무역협정 체결.
- 10월 23일 - 자르 국민투표로 유럽 자치구 거부. 서독으로 귀속 결정. 프랑스는 서독과 완충지대로 삼을 계획이었다.
- 10월 26일 - 베트남 공화국 건국.
- 11월 1일 - 베트남 전쟁 발발.
- 11월 14일 - 미-일, 원자력협정 조인.
- 11월 15일 - 일본 자유민주당 창당
- 11월 21일 - 유럽안전보장협력회의 34개회원국이 파리헌장에 서명. 그 헌장에는 대결과 분열의 시대는 유럽에서 종말을 고했다 라고 적혀있다.
- 11월 22일 - 중동조약기구(METO) 결성 발표. 1958년 이라크 혁명으로 이라크 탈퇴후 중앙아시아조약기구(CENTO)로 개칭.
- 11월 26일 - 소련, 100만톤 TNT급의 수소폭탄 실험.
- 11월 26일 - 영국, 키프로스에 비상사태 선언.
- 11월 27일 - 소련, 서베를린 자유시화 제안.
- 12월 8일 - 마오쩌둥 편, <중국농촌의 사회주의 고조> 출판.
- 12월 8일 - 유럽 회의와 각료이사회의가 유럽의 상징으로 파란색 바탕에 12개의 노란별이 수놓인 기를 채택.
- 12월 14일 - 네팔, 라오스, 루마니아, 리비아, 불가리아, 스리랑카, 아일랜드, 알바니아, 스페인, 오스트리아, 요르단, 이탈리아, 캄보디아, 핀란드, 포르투갈, 헝가리 유엔 가입.

## 문화
- 2월 11일 - 대한민국 최초의 어린이 프로그램인 누가누가 잘하나가 라디오로 첫방송.

## 탄생

### 1월
- 1월 1일 - 대한민국의 정치가 겸 시사평론가 남충희.
- 1월 4일 - 대한민국의 바둑 기사 한철균.
- 1월 6일 - 영국의 배우 로언 앳킨슨.
- 1월 8일
  - 대한민국의 배우 이두섭.
  - 대한민국의 변호사, 시사평론가 전원책.
- 1월 9일 - 미국의 배우 J. K. 시먼스.
- 1월 10일 - 대한민국의 정치인 이승훈.
- 1월 13일 - 일본의 만화가 이가라시 미키오.
- 1월 14일 - 프랑스의 전직 축구 선수 도미니크 로슈토.
- 1월 15일 - 일본의 성우 타나카 마유미.
- 1월 17일
  - 헝가리의 생화학자 커리코 커털린.
  - 일본의 성우, 배우 코야마 마미.
- 1월 18일
  - 미국의 영화 배우, 감독 케빈 코스트너.
  - 스페인의 영화 감독 페르난도 트루에바.
- 1월 20일
  - 대한민국의 성우 성병숙.
  - 대한민국의 배우 성인자.
- 1월 22일 - 대한민국의 공무원, 정치인 예창근.
- 1월 23일
  - 대한민국의 정치인 손혜원.
  - 대한민국의 가수 태민.
- 1월 24일
  - 대한민국의 정치인 박재완.
  - 미국의 물리학자 앨런 소칼.
- 1월 25일 - 프랑스의 영화감독 올리비에 아사야스.
- 1월 26일
  - 스웨덴의 배우 비에른 안드레센.
  - 미국의 음악가 에디 반 헤일런. (~2020년)
  - 대한민국의 스포츠인 이기흥.
- 1월 28일 - 프랑스의 정치가 니콜라 사르코지.
- 1월 31일 - 대한민국의 시인, 소설가 장석주.

### 2월
- 2월 1일
  - 대한민국의 정치인 강연호. (~2025년)
  - 홍콩의 영화 배우 성규안. (~2009년)
- 2월 4일 - 대한민국의 정치인 길정우.
- 2월 5일 - 대한민국의 배구 선수, 감독 김호철.
- 2월 6일 - 대한민국의 가수 윤수일.
- 2월 7일 - 미국의 배우 미겔 페러. (~2017년)
- 2월 8일 - 미국의 소설가 존 그리샴.
- 2월 10일
  - 대한민국의 해군, 정치인 윤재갑.
  - 우크라이나의 영화배우 옥사나 슈베츠. (~2022년)
- 2월 11일
  - 대한민국의 변호사, 아름다운재단 상임이사, 서울특별시장 박원순. (~2020년)
  - 대한민국의 정치인 이명수.
- 2월 14일
  - 대한민국의 시사평론가 겸 대학 교수이며 프리 랜서 방송인 이상로.
  - 대한민국의 전 야구 선수, 현 야구 코치 이선희.
  - 일본의 축구 선수 다구치 미쓰히사. (~2019년)
  - 미국의 영화 감독 빌리 밀리건. (~2014년)
- 2월 15일 - 미국의 배우 크리스토퍼 맥도널드.
- 2월 17일
  - 대한민국의 정치인 김영록.
  - 중화인민공화국의 노벨문학상 소설가 모옌.
- 2월 19일 - 미국의 배우 제프 대니얼스.
- 2월 21일 - 미국의 배우 켈시 그래머.
- 2월 24일
  - 대한민국의 경찰관, 범죄자 우범곤. (~1982년)
  - 미국의 애플 CEO 스티브 잡스. (~2011년)
  - 프랑스의 자동차 경주 선수 알랭 프로스트.
- 2월 27일
  - 대한민국의 정치인 최경환.
  - 대한민국의 공학교수 출신 정치인 채수찬.
- 2월 28일
  - 대한민국의 정치인 김규창.
  - 미국의 영화배우, 희극인 길버트 갓프리드. (~2022년)

### 3월
- 3월 1일 - 대한민국의 기업인 정인식.
- 3월 2일 - 일본의 종교인 아사하라 쇼코. (~2018년)
- 3월 3일 - 대한민국의 가수 강진.
- 3월 7일
  - 대한민국의 정치인 김창수.
  - 대한민국의 정치인 윤승근.
- 3월 9일 - 이탈리아의 배우 오르넬라 무티.
- 3월 11일 - 독일의 가수 니나 하겐.
- 3월 13일
  - 미국의 배우 글렌 헤들리. (~2017년)
  - 이탈리아의 전직 축구 선수, 축구 감독 브루노 콘티.
- 3월 14일
  - 아르헨티나의 축구 선수 다니엘 베르토니.
  - 대한민국의 정치인 박성효.
  - 대한민국의 기업인 이영권. (~2015년)
- 3월 15일 - 일본의 성우 후타마타 잇세이.
- 3월 16일 - 대한민국의 가수, 뮤지컬 배우 찰리 박.
- 3월 17일 - 미국의 배우 게리 시니스.
- 3월 18일
  - 대한민국의 가수 및 작곡가 주찬권. (~2013년)
  - 프랑스의 펜싱 선수 필리프 부아스.
- 3월 19일
  - 미국의 영화 배우 브루스 윌리스.
  - 미국의 식물생물학자 조안 코리. (~2024년)
  - 홍콩의 배우 임달화.
- 3월 20일 - 일본의 가수 타케우치 마리야.
- 3월 21일
  - 브라질의 제 38대 대통령 자이르 보우소나루.
  - 프랑스의 축구 선수 필리프 트루시에.
- 3월 22일
  - 라트비아의 대통령 발디스 자틀레르스.
  - 대한민국의 교육인, 정치인 조명래.
- 3월 23일 - 미국의 농구 선수 모지스 멀론. (~2015년)
- 3월 25일
  - 대한민국의 배우 예수정.
  - 캐나다의 가수 존 맥더멋.
- 3월 29일 - 아일랜드의 배우 브렌던 글리슨.
- 3월 30일 - 미국의 싱어송라이터 랜디 반워머.
- 3월 31일 - 대한민국의 법조인 안대희.

### 4월
- 4월 5일
  - 러시아의 기업인 레오니트 페둔.
  - 일본의 만화가 토리야마 아키라. (~2024년)
  - 대한민국의 정치인 홍문종.
  - 대한민국의 성우 이민정.
- 4월 7일 - 대한민국의 제38대 외교부 장관 강경화.
- 4월 8일
  - 대한민국의 전 야구 선수 김바위.
  - 조지아의 전 축구 선수, 현 축구 감독 알렉산드르 치바제.
  - 대한민국의 기초단체장 최명희.
- 4월 9일 - 일본의 황족, 도모히토 친왕(寛仁親王)의 비 도모히토 친왕비 노부코.
- 4월 13일
  - 러시아의 정치인 이리나 하카마다.
  - 보스니아 헤르체고비나의 전 축구 선수, 현 축구 감독 사페트 수시치.
  - 일본의 배우 가수 겸 배우 사이조 히데키. (~2018년)
- 4월 14일 - 대한민국의 성우 최연식. (~2018년)
- 4월 15일
  - 대한민국의 배우 신원균.
  - 이집트의 기업인, 영화 프로듀서 도디 알파예드.
- 4월 16일 - 룩셈부르크의 대공 앙리.
- 4월 20일 - 스웨덴의 유전학자, 노벨 생리학·의학상 수상자 스반테 페보.
- 4월 21일 - 뉴질랜드의 제7대 마오리 국왕 투헤이티아 파키. (~2024년)
- 4월 22일 - 홍콩의 영화 감독 두기봉.
- 4월 23일
  - 페루의 사격 선수 후안 히아.
  - 오스트레일리아의 배우 주디 데이비스.
  - 일본의 성우, 배우 히라노 후미.
- 4월 24일 - 중화인민공화국의 정치인 리커창. (~2023년)
- 4월 25일 - 아르헨티나의 전 축구 선수, 현 축구 감독 아메리코 가예고.
- 4월 27일
  - 미국의 기업인 에릭 슈밋.
  - 일본의 축구 선수 가와치 가쓰유키.
- 4월 28일 - 팔레스타인의 정치인, 외교관 사에브 에레카트. (~2020년)
- 4월 29일
  - 대한민국의 기업인, 국회의원 김호연.
  - 미국의 영화배우 레슬리 조던. (~2022년)

### 5월
- 5월 5일 - 대한민국의 정치인 전혜숙.
- 5월 6일 - 미국의 감독 겸 작가 샘 사이먼. (~2015년)
- 5월 7일 - 대한민국의 전 축구 선수, 현 축구 감독 박성화.
- 5월 8일
  - 대한민국의 야구 선수 하기룡. (~2021년)
  - 에티오피아의 정치인, 대통령 멜레스 제나위. (~2012년)
- 5월 9일 - 스웨덴의 메조소프라노 가수 안네 소피 폰 오터.
- 5월 10일 - 존 레넌의 암살자 마크 채프먼.
- 5월 11일 - 미국의 영화배우, 안무가, 무용가 아돌포 퀴노네스. (~2020년)
- 5월 12일 - 대한민국의 교육인 류석춘.
- 5월 15일 - 대한민국의 경찰관 조현오.
- 5월 16일 - 대한민국의 기업인 조인호.
- 5월 17일 - 미국의 배우, 영화 감독 빌 팩스턴. (~2017년)
- 5월 18일
  - 영국의 기업인 파하드 모시리.
  - 홍콩의 배우 주윤발.
- 5월 19일 - 대한민국의 야구 선수 김준환.
- 5월 21일 - 러시아의 군인, 정치인 세르게이 쇼이구.
- 5월 23일 - 대한민국의 정치인 김우남.
- 5월 24일 - 대한민국의 배우 민경진.
- 5월 25일 - 대한민국의 육상 선수 서말구. (~2015년)
- 5월 26일 - 대한민국의 가수 김종수.
- 5월 28일
  - 대한민국의 정치인 정성근.
  - 대한민국의 영화 감독 장길수.
- 5월 29일
  - 대한민국의 연출가 주철환.
  - 일본의 야구 선수 하나마스 고지.
  - 미국의 전 대통령 로널드 레이건을 암살하려다 실패한 존 힝클리 주니어.
  - 미국의 음악가 마이크 포카로. (~2015년)
- 5월 31일 - 미국의 배우 캄덴 토이. (~2023년)

### 6월
- 6월 5일 - 대한민국의 전 야구 선수 김용운. (~2005년)
- 6월 6일
  - 대한민국의 성우 한수경.
  - 대한민국의 법과학자 정희선.
- 6월 7일 - 미국의 배우 윌리엄 포사이스.
- 6월 8일
  - 잉글랜드의 컴퓨터 과학자 팀 버너스리.
  - 스페인의 전직 축구 선수 겸 축구 감독 호세 안토니오 카마초.
- 6월 11일 - 소련의 육상 선수 유리 세디흐. (~2021년)
- 6월 13일 - 대한민국의 현대 서양화가 서경덕.
- 6월 18일 - 미국의 배우 샌디 앨런. (~2008년)
- 6월 19일 - 대한민국의 성우 신흥철.
- 6월 21일 - 프랑스의 전 축구 선수, 현 축구 행정가 미셸 플라티니.
- 6월 23일 - 프랑스의 축구 선수 장 티가나.
- 6월 24일 - 대한민국의 배우 조양자.
- 6월 27일
  - 대한민국의 정치인 김순례.
  - 프랑스의 영화배우 이자벨 아자니.
- 6월 28일
  - 대한민국의 전 야구 선수 이광은.
  - 미국의 바리톤 가수 토머스 햄프슨.
  - 대한민국의 가수 하춘화.

### 7월
- 7월 1일
  - 중화인민공화국의 정치인 리커창. (~2023년)
  - 일본의 배우, MC 아카시야 산마.
- 7월 3일 - 대한민국의 배우 홍요섭.
- 7월 5일 - 대한민국의 전 야구 선수 서정환.
- 7월 6일
  - 대한민국의 정치인 김순자.
  - 이집트의 제53대 총리, 정치인 샤리프 이스마일. (~2023년)
- 7월 14일 - 대한민국의 배우 김영기.
- 7월 15일 - 대한민국의 명장 정명자.
- 7월 17일 - 대한민국의 소설가 양귀자.
- 7월 19일 - 일본의 영화감독 구로사와 기요시.
- 7월 21일
  - 헝가리의 영화감독 터르 벨러.
  - 아르헨티나의 전 축구 선수, 현 축구 감독 마르셀로 비엘사.
- 7월 22일 - 미국의 배우 윌럼 더포.
- 7월 24일 - 일본의 성우 우메즈 히데유키.
- 7월 26일 - 파키스탄 정치인 아시프 알리 자르다리.

### 8월
- 8월 1일
  - 대한민국의 전 배우 조은덕.
  - 대한민국의 경제학자, 제20대 국회의원 김종석.
- 8월 2일 - 프랑스의 배우, 희극인 뮤리엘 로빈.
- 8월 4일 - 미국의 배우 빌리 밥 손턴.
- 8월 5일
  - 대한민국의 야구 선수 박상열. (~2025년)
  - 대한민국의 정치인. 민선 1·2·3·6기 경상남도 김해시의원 박민정.
- 8월 6일 - 대한민국의 정치인 여인국.
- 8월 7일 - 대한민국의 통계학자 허명회.
- 8월 11일 - 대한민국의 영화감독, 영화기관단체인 이용관.
- 8월 13일 - 영국의 영화 감독 폴 그린그래스.
- 8월 15일
  - 대한민국의 교사, 공무원, 정치인 이철우.
  - 대한민국의 경찰, 정치인 가세로.
  - 대한민국의 배우 이영옥.
  - 대한민국의 배구 선수 최삼환. (~2015년)
- 8월 17일
  - 대한민국의 정치인 김동철.
  - 미국의 기업인 리처드 힐튼.
- 8월 18일
  - 대한민국의 성우 성선녀.
  - 일본의 성우 시오야 코조.
  - 중화민국의 정치인 젠자오둥. (~2024년)
- 8월 20일 - 대한민국의 성우 신성호.
- 8월 22일 - 조선민주주의인민공화국의 탁구 선수 박영순. (~1987년)
- 8월 24일 - 미국의 정치인 마이크 허커비.
- 8월 26일 - 대한민국의 공무원, 정치인 허성곤.
- 8월 27일 - 네덜란드의 재즈 가수 로라 피지.
- 8월 28일 - 대한민국의 가수 심수봉.

### 9월
- 9월 1일 - 미국의 에어로빅스 지도자 빌리 블랭크스.
- 9월 2일 - 대한민국의 배우 이경순.
- 9월 3일
  - 대한민국의 배우 기주봉.
  - 대한민국의 배우 이기열.
- 9월 5일 - 대한민국의 정치인 윤화섭.
- 9월 6일 - 대한민국의 공무원, 기업인 김기춘. (~2021년)
- 9월 7일
  - 러시아의 수학자 예핌 젤마노프.
  - 크로아티아의 영화배우, 가수 미라 푸를란. (~2021년)
- 9월 8일 - 러시아의 군인 발레리 게라시모프.
- 9월 9일 - 스웨덴의 펜싱 선수 비에르네 베예.
- 9월 10일 - 대한민국의 정치인 홍미영.
- 9월 13일 - 대한민국의 농구 선수, 정치인 김영주.
- 9월 14일
  - 대한민국의 정치인, 전 행정공무원 박우량.
  - 대한민국의 전 공무원 이기우.
- 9월 16일 - 미국의 전 야구 선수 로빈 욘트.
- 9월 17일 - 미국의 성우, 배우 찰스 마티네이.
- 9월 24일 - 대한민국의 사회운동가 김경민.
- 9월 25일
  - 독일의 전 축구 선수, 현 축구 행정가 카를하인츠 루메니게.
  - 이탈리아의 가수, 싱어송라이터 주케로 포나치아리.
- 9월 27일
  - 대한민국의 시인 겸 정치가 도종환.
  - 대한민국의 가수 이치현.
- 9월 30일 - 조선민주주의인민공화국의 외교관 김영일. (~2000년)

### 10월
- 10월 1일 - 대한민국의 배우 이희도.
- 10월 3일 - 아르헨티나의 전 축구 선수 호세 다니엘 발렌시아.
- 10월 4일
  - 대한민국의 전 야구 선수, 현 야구 코치 김용희.
  - 아르헨티나의 전 축구 선수 호르헤 발다노.
  - 대한민국의 전 야구 선수, 현 야구 코치 유지훤.
- 10월 7일 - 미국의 첼리스트 요요 마.
- 10월 10일 - 대한민국의 군인 손창완
- 10월 11일 - 대한민국의 전 배구 선수 신치용.
- 10월 14일 - 미국의 배우 알린 소킨. (~2023년)
- 10월 16일
  - 대한민국의 대학 교수, 동시 통역사 최정화.
  - 대한민국의 세무사, 정치인 원경희.
- 10월 18일 - 일본의 정치인 가지야마 히로시.
- 10월 19일 - 프랑스의 기타리스트, 작곡가, 편곡가 롤랑 디앙. (~2016년)
- 10월 20일 - 미국의 작곡가 토머스 뉴먼.
- 10월 21일 - 일본의 정치인 하마다 야스카즈.
- 10월 23일 - 대한민국의 법조인 겸 정치인 엄호성.
- 10월 25일 - 대한민국의 교육자 정명자.
- 10월 26일 - 대한민국의 시인 김혜순.
- 10월 28일
  - 대한민국의 법조인 김준규.
  - 미국의 기업인 빌 게이츠.
- 10월 29일 - 대한민국의 정치인 김혜성.

### 11월
- 11월 3일 - 대한민국의 교수 김선영.
- 11월 4일
  - 핀란드의 총리 마티 반하넨.
  - 루마니아의 대통령 트라이안 버세스쿠.
- 11월 5일 - 미국의 방송인, 사업가 크리스 제너.
- 11월 8일 - 스위스의 축구 선수 기젤라 오에리.
- 11월 10일 - 독일의 영화 감독 롤란트 에머리히.
- 11월 11일 - 부탄의 군주 지미 싱게 왕축.
- 11월 12일
  - 대한민국의 정치인 진수희.
  - 대한민국의 시니어 모델 김칠두.
  - 대한민국의 전 대학교수 김현호.
- 11월 13일
  - 대한민국의 전 배구 선수 김호철.
  - 미국의 영화 배우 우피 골드버그.
- 11월 14일
  - 영국의 기업인 니나 브레이스웰스미스.
  - 일본의 전 축구 선수, 축구 감독 하야노 히로시.
- 11월 16일
  - 아르헨티나의 전 축구 선수, 현 축구 감독 엑토르 쿠페르.
  - 일본의 배우 쿠니무라 준.
  - 미국의 정치인 제프 케슬러.
- 11월 18일 - 대한민국의 바둑 기사 김철중. (~2025년)
- 11월 22일
  - 스리랑카 태생 영국의 언론인 조지 알라기아. (~2023년)
  - 일본의 정치인 가토 가쓰노부.
- 11월 23일 - 이탈리아의 작곡가, 피아니스트 루도비코 에이나우디.
- 11월 24일 - 대한민국의 성우 유명숙.
- 11월 25일 - 대한민국의 경찰공무원 어청수.
- 11월 29일 - 대한민국의 성우 박은숙.
- 11월 30일
  - 미국의 영화배우 케빈 콘로이. (~2022년)
  - 미국의 정치인 리처드 버.
  - 잉글랜드의 가수 빌리 아이들.

### 12월
- 12월 3일
  - 아르헨티나의 전직 축구 선수 알베르토 타란티니.
  - 캐나다의 웅변가, 배우, 사회복지사 멜로디 앤더슨.
- 12월 5일
  - 일본의 가수 가와나카 미유키.
  - 대한민국의 사회학자 이정옥.
- 12월 6일 - 대한민국의 제45대 국무총리 이낙연의 배우자인 서양화가 겸 미술가 김숙희.
- 12월 12일
  - 이탈리아의 근대5종 선수 다니엘레 마살라.
  - 오스트레일리아의 각본가, 배우, 안무가 데이비드 앳킨스.
- 12월 15일
  - 대한민국의 지방자치행정가 겸 대학 교수 한현택.
  - 대한민국의 생명공학자 정혁. (~2012년)
- 12월 17일 - 대한민국의 배우 길용우.
- 12월 22일 - 대한민국의 성우 이규화.
- 12월 23일 - 대한민국의 전 스피드 스케이팅 선수 김영희
- 12월 24일
  - 미국의 영화배우 클래런스 길리어드. (~2022년)
  - 일본의 참의원, 변호사 후쿠시마 미즈호.
- 12월 27일
  - 대한민국의 정치인 오세희.
  - 대한민국의 패션 디자이너 김영세. (~2019년)
- 12월 28일 - 중국의 반체제 인사, 인권 운동가 류샤오보. (~2017년)
- 12월 30일 - 대한민국의 배우 김해숙.

### 미상
- 대한민국의 법조인 김용헌.
- 대한민국의 교수 박재홍.
- 대한민국의 법조인 신귀섭. (~2024년)
- 대한민국의 의원 김영희.
- 대한민국의 디자이너 석금호. (~2024년)
- 대한민국의 육군 군인 이성호.
- 대한민국의 식물세포학자 이영숙.
- 대한민국의 무술가 이인호.
- 조선민주주의인민공화국의 국가과학원장 겸 당 중앙위 위원 장철.
- 미국의 정치인 롭 포트먼.
- 미국의 제작자, 감독 샘 사이먼.
- 대한민국의 기업인 강성희.
- 대한민국의 경상북도의원 김지수.
- 대한민국의 충청북도 진천군의원 김종석.
- 대한민국의 전 야구 선수 박찬.
- 대한민국의 공학자, 대학 교수 신형식.
- 일본의 배우 이노우에 히로시.

## 사망

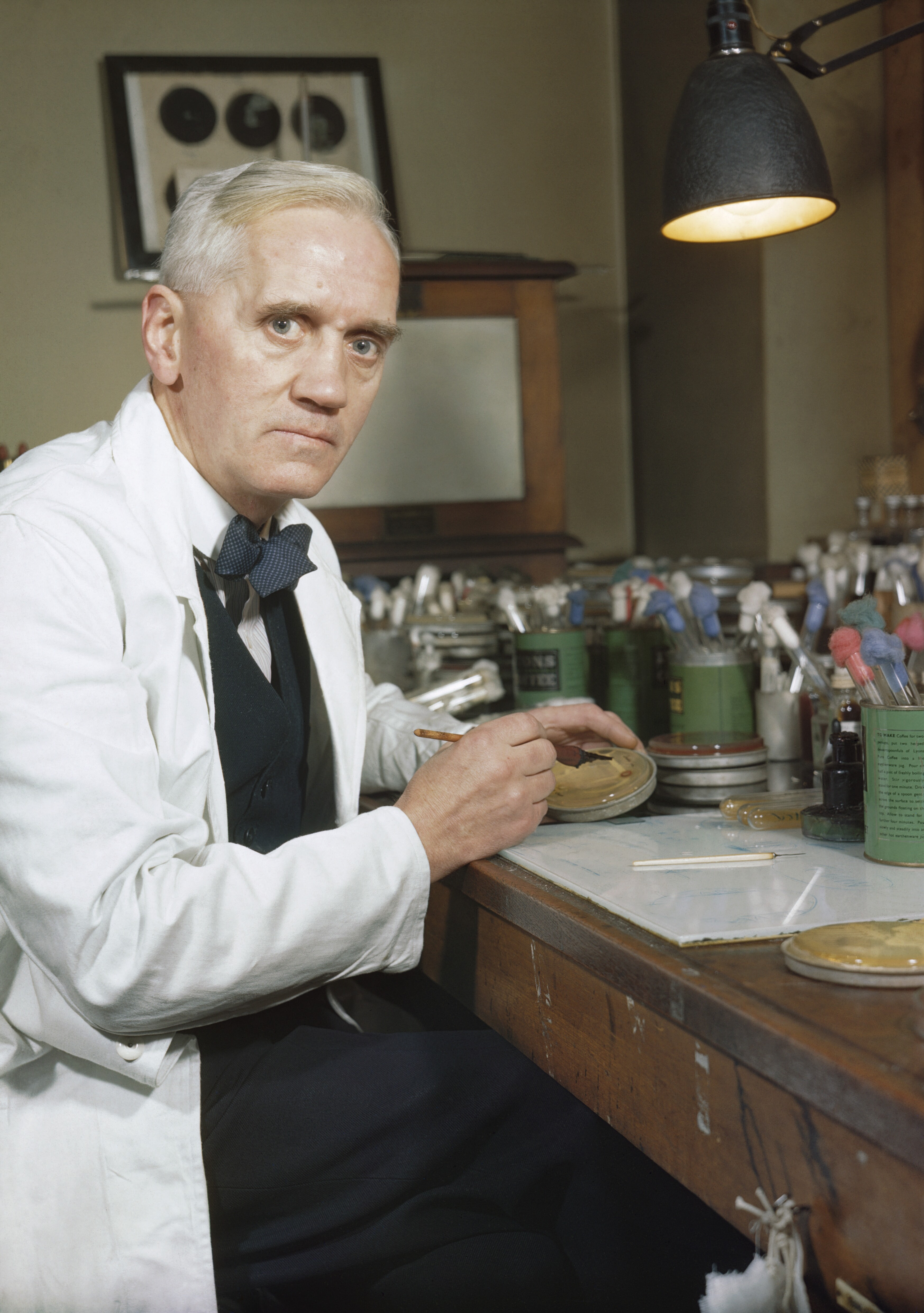
알렉산더 플레밍

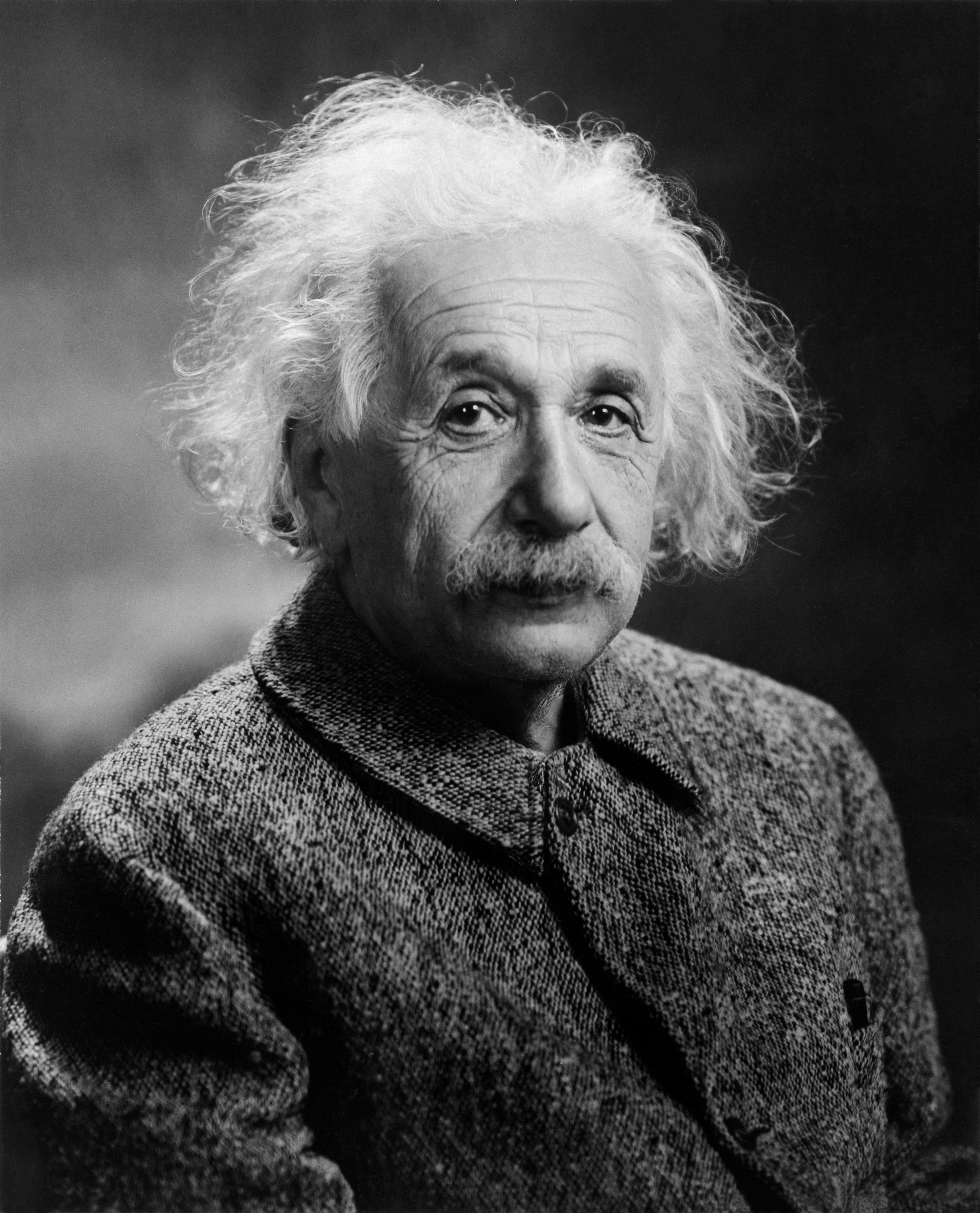
알베르트 아인슈타인

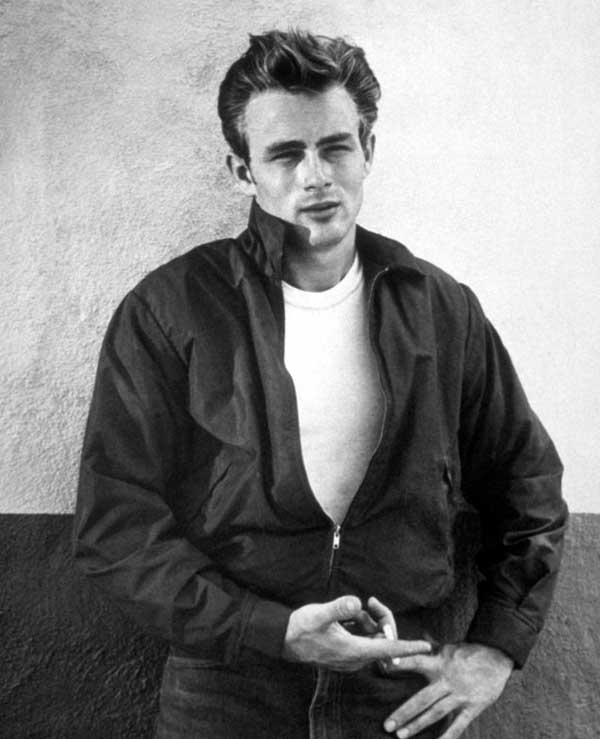
제임스 딘

- 2월 18일 - 대한민국의 교육인, 언론인 김성수. (1891년~)
- 3월 3일 - 대한민국의 국회의원 배헌. (1896년~)
- 3월 9일 - 미국의 흑인 북극 탐험가 매슈 헨슨. (1866년~)
- 3월 11일 - 영국의 생물학자 알렉산더 플레밍. (1881년~)
- 4월 18일 - 독일의 물리학자 알베르트 아인슈타인. (1879년~)
- 7월 20일 - 대한민국의 기업인 문재철. (1883년~)
- 8월 12일 - 독일의 소설가 토마스 만. (1875년~)
- 8월 16일 - 대한제국의 황족 의친왕. (1877년~)
- 9월 2일 - 조선민주주의인민공화국의 농업인 김보현. (1871년~)
- 9월 30일 - 미국의 배우 제임스 딘. (1931년~)
- 10월 17일 - 대한민국의 정치인 이병홍. (1891년~)
- 10월 25일 - 종이학 접기로 유명한 일본의 소녀 사사키 사다코. (1943년~)
- 11월 4일 - 미국의 야구 선수 사이 영. (1867년~)
- 12월 5일 - 일본의 군인·조선 총독, 정치인 미나미 지로. (1874년~)
- 12월 6일 - 미국의 야구 선수 호너스 와그너. (1874년~)

## 노벨상
- 문학상:
- 물리학상: 윌리스 유진 램, 폴리카프 쿠시
- 생리학 및 의학상:
- 화학상:

## 달력
| 1월 |    |    |    |    |    |    |
| 일  | 월 | 화 | 수 | 목 | 금 | 토 |
|     |    |    |    |    |    | 1  |
| 2   | 3  | 4  | 5  | 6  | 7  | 8  |
| 9   | 10 | 11 | 12 | 13 | 14 | 15 |
| 16  | 17 | 18 | 19 | 20 | 21 | 22 |
| 23  | 24 | 25 | 26 | 27 | 28 | 29 |
| 30  | 31 |    |    |    |    |    |

| 2월 |    |    |    |    |    |    |
| 일  | 월 | 화 | 수 | 목 | 금 | 토 |
|     |    | 1  | 2  | 3  | 4  | 5  |
| 6   | 7  | 8  | 9  | 10 | 11 | 12 |
| 13  | 14 | 15 | 16 | 17 | 18 | 19 |
| 20  | 21 | 22 | 23 | 24 | 25 | 26 |
| 27  | 28 |    |    |    |    |    |

| 3월 |    |    |    |    |    |    |
| 일  | 월 | 화 | 수 | 목 | 금 | 토 |
|     |    | 1  | 2  | 3  | 4  | 5  |
| 6   | 7  | 8  | 9  | 10 | 11 | 12 |
| 13  | 14 | 15 | 16 | 17 | 18 | 19 |
| 20  | 21 | 22 | 23 | 24 | 25 | 26 |
| 27  | 28 | 29 | 30 | 31 |    |    |

| 4월 |    |    |    |    |    |    |
| 일  | 월 | 화 | 수 | 목 | 금 | 토 |
|     |    |    |    |    | 1  | 2  |
| 3   | 4  | 5  | 6  | 7  | 8  | 9  |
| 10  | 11 | 12 | 13 | 14 | 15 | 16 |
| 17  | 18 | 19 | 20 | 21 | 22 | 23 |
| 24  | 25 | 26 | 27 | 28 | 29 | 30 |

| 5월 |    |    |    |    |    |    |
| 일  | 월 | 화 | 수 | 목 | 금 | 토 |
| 1   | 2  | 3  | 4  | 5  | 6  | 7  |
| 8   | 9  | 10 | 11 | 12 | 13 | 14 |
| 15  | 16 | 17 | 18 | 19 | 20 | 21 |
| 22  | 23 | 24 | 25 | 26 | 27 | 28 |
| 29  | 30 | 31 |    |    |    |    |

| 6월 |    |    |    |    |    |    |
| 일  | 월 | 화 | 수 | 목 | 금 | 토 |
|     |    |    | 1  | 2  | 3  | 4  |
| 5   | 6  | 7  | 8  | 9  | 10 | 11 |
| 12  | 13 | 14 | 15 | 16 | 17 | 18 |
| 19  | 20 | 21 | 22 | 23 | 24 | 25 |
| 26  | 27 | 28 | 29 | 30 |    |    |

| 7월 |    |    |    |    |    |    |
| 일  | 월 | 화 | 수 | 목 | 금 | 토 |
|     |    |    |    |    | 1  | 2  |
| 3   | 4  | 5  | 6  | 7  | 8  | 9  |
| 10  | 11 | 12 | 13 | 14 | 15 | 16 |
| 17  | 18 | 19 | 20 | 21 | 22 | 23 |
| 24  | 25 | 26 | 27 | 28 | 29 | 30 |
| 31  |    |    |    |    |    |    |

| 8월 |    |    |    |    |    |    |
| 일  | 월 | 화 | 수 | 목 | 금 | 토 |
|     | 1  | 2  | 3  | 4  | 5  | 6  |
| 7   | 8  | 9  | 10 | 11 | 12 | 13 |
| 14  | 15 | 16 | 17 | 18 | 19 | 20 |
| 21  | 22 | 23 | 24 | 25 | 26 | 27 |
| 28  | 29 | 30 | 31 |    |    |    |

| 9월 |    |    |    |    |    |    |
| 일  | 월 | 화 | 수 | 목 | 금 | 토 |
|     |    |    |    | 1  | 2  | 3  |
| 4   | 5  | 6  | 7  | 8  | 9  | 10 |
| 11  | 12 | 13 | 14 | 15 | 16 | 17 |
| 18  | 19 | 20 | 21 | 22 | 23 | 24 |
| 25  | 26 | 27 | 28 | 29 | 30 |    |

| 10월 |    |    |    |    |    |    |
| 일   | 월 | 화 | 수 | 목 | 금 | 토 |
|      |    |    |    |    |    | 1  |
| 2    | 3  | 4  | 5  | 6  | 7  | 8  |
| 9    | 10 | 11 | 12 | 13 | 14 | 15 |
| 16   | 17 | 18 | 19 | 20 | 21 | 22 |
| 23   | 24 | 25 | 26 | 27 | 28 | 29 |
| 30   | 31 |    |    |    |    |    |

| 11월 |    |    |    |    |    |    |
| 일   | 월 | 화 | 수 | 목 | 금 | 토 |
|      |    | 1  | 2  | 3  | 4  | 5  |
| 6    | 7  | 8  | 9  | 10 | 11 | 12 |
| 13   | 14 | 15 | 16 | 17 | 18 | 19 |
| 20   | 21 | 22 | 23 | 24 | 25 | 26 |
| 27   | 28 | 29 | 30 |    |    |    |

| 12월 |    |    |    |    |    |    |
| 일   | 월 | 화 | 수 | 목 | 금 | 토 |
|      |    |    |    | 1  | 2  | 3  |
| 4    | 5  | 6  | 7  | 8  | 9  | 10 |
| 11   | 12 | 13 | 14 | 15 | 16 | 17 |
| 18   | 19 | 20 | 21 | 22 | 23 | 24 |
| 25   | 26 | 27 | 28 | 29 | 30 | 31 |

### 음양력 대조 일람
| 음력월 | 월건 | 대소 | 음력 1일의 양력 월일 | 음력 1일 간지 |
| ------ | ---- | ---- | -------------------- | ------------- |
| 1월    | 무인 | 대   | 1월 24일             | 을유          |
| 2월    | 기묘 | 소   | 2월 23일             | 을묘          |
| 3월    | 경진 | 소   | 3월 24일             | 갑신          |
| 윤3월  |      | 대   | 4월 22일             | 계축          |
| 4월    | 신사 | 소   | 5월 22일             | 계미          |
| 5월    | 임오 | 소   | 6월 20일             | 임자          |
| 6월    | 계미 | 대   | 7월 19일             | 신사          |
| 7월    | 갑신 | 소   | 8월 18일             | 신해          |
| 8월    | 을유 | 대   | 9월 16일             | 경진          |
| 9월    | 병술 | 소   | 10월 16일            | 경술          |
| 10월   | 정해 | 대   | 11월 14일            | 기묘          |
| 11월   | 무자 | 대   | 12월 14일            | 기유          |
| 12월   | 기축 | 대   | 1956년 1월 13일      | 기묘          |